# هوراس جي. براينت
هوراس جي. براينت هو سياسي أمريكي، ولد في 29 يونيو 1909، وتوفي في 13 أبريل 1983. نشط حزبياً في الحزب الجمهوري.